# Chandler Riggs
Pour les articles homonymes, voir Riggs.
Chandler Riggs est un acteur américain, né le 27 juin 1999 à Atlanta (Géorgie).
Il se fait connaître grâce au rôle de Carl Grimes dans la série télévisée américaine The Walking Dead.

## Biographie

### Jeunesse et formations
Chandler Carlton Riggs naît le 27 juin 1999 à Atlanta, en Géorgie. Sa mère est Gina Ann (née Carlton) et son père, William Riggs,,.
Autour des années 2010, il étudie des claquettes pendant plusieurs années avec Zack Everhart, le finaliste de l'émission Tu crois que tu sais danser (So You Think You Can Dance).

### Carrière
À l'âge de 4 ans, Chandler Riggs commence sa carrière dans les pièces de théâtre telles que Le Magicien d'Oz (The Wonderful Wizard of Oz), où il interprète un Munchkin, et Oklahoma ! avec les comédiens de Fox Theatre à Atlanta,,. À 5 ans, il apparaît dans le film d'horreur indépendant Jesus H. Zombie (2006),. À 9 ans, il est choisi dans un long métrage Le Grand Jour (Get Low, 2009) d'Aaron Schneider, ainsi que le téléfilm 20 ans d'injustice (The Wronged Man, 2010) de Tom McLoughlin,,, où il joue le fils de Janet Greggory — interprétée par Julia Ormond.

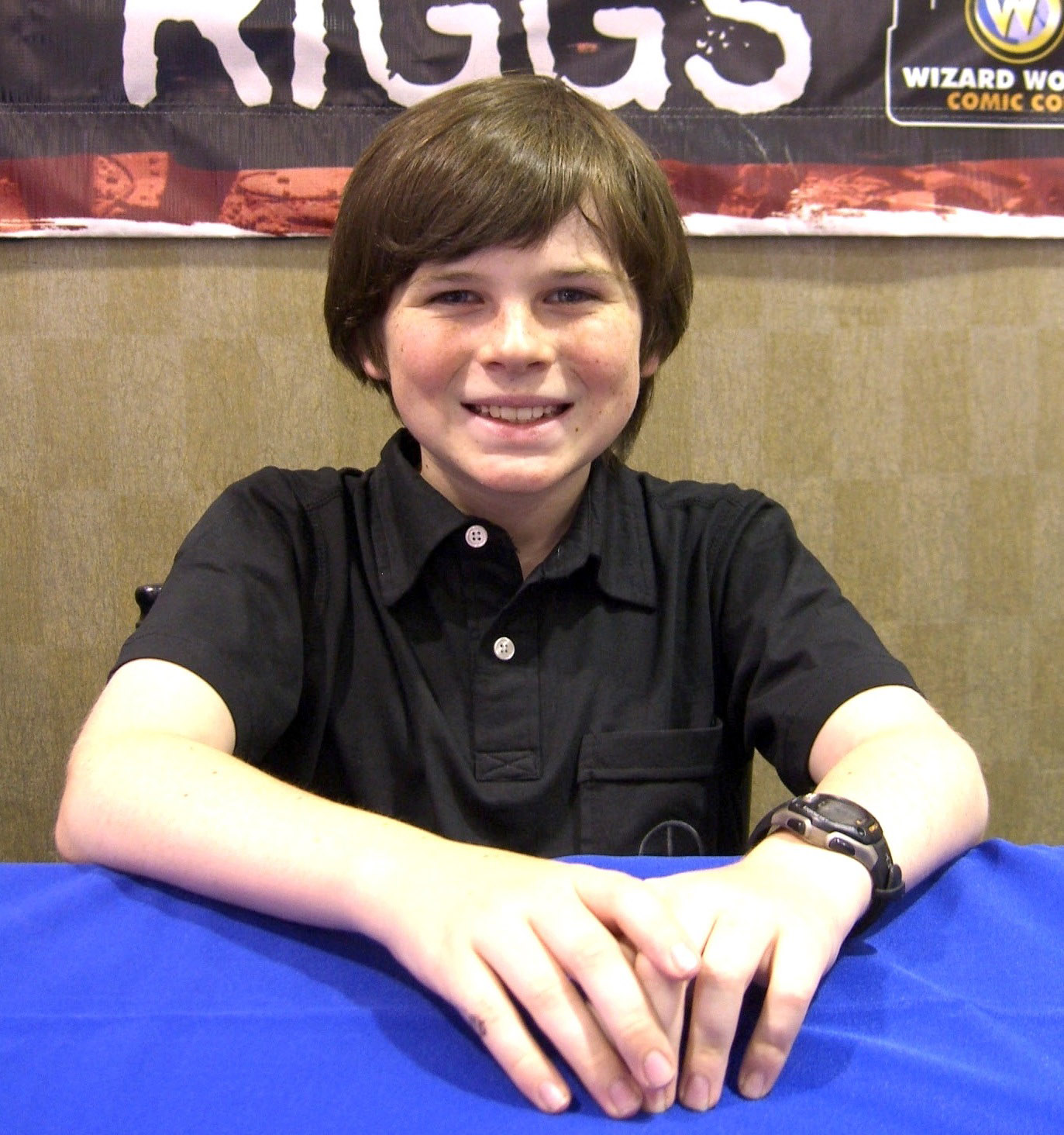
Chandler Riggs en 2011.

En juin 2010, il est choisi pour rôle de Carl Grimes dans la série télévisée The Walking Dead, inspiré de la bande dessinée du même titre créée par Robert Kirkman, Tony Moore et Charlie Adlard (2003-2019). Il est aux côtés de Rick Grimes (Andrew Lincoln), le père de Carl, qui, comme lui et sa famille, ses amis et les étrangers, tente de survivre dans un monde post-apocalyptique en proie à une invasion de zombies surnommés « les rôdeurs »,. Lors de sa diffusion, la série est un succès, devenant no 1 de toute la télévision chez les adultes entre 18 et 49 ans.
En décembre 2012, Chandler Riggs et les autres acteurs de The Walking Dead obtiennent le prix de la meilleure distribution à la cérémonie de Satellite Awards. Pour son interprétation, en tant que Carl, il est nommé dans la catégorie du « meilleur jeune acteur à la télévision » à la cérémonie de Young Artist Awards, et remporte un Saturn Award dans cette même catégorie, en 2014, 2015 et 2016.

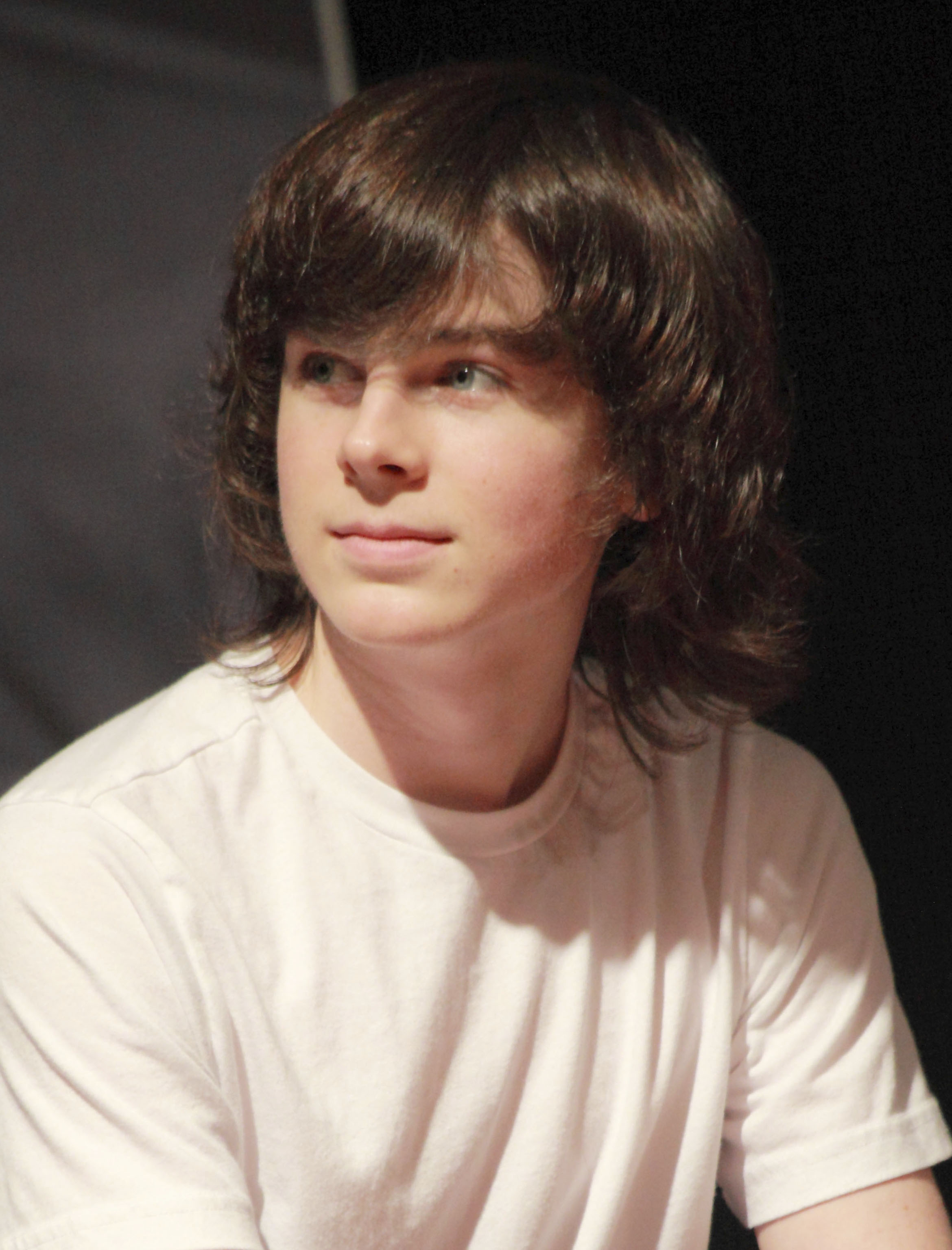
Chandler Riggs en 2014.

En 2014, il récolte également le prix de la « meilleure performance dans une série télévisée » à la cérémonie de Young Artist Award. Même année, il apparaît dans le film d'horreur surnaturel Mercy de Peter Cornwell, adaptation de la nouvelle Mémé (Gramma, 1984) de Stephen King.
En 2017, il reprend le rôle de Carl Grimes pour un épisode spécial, intitulé The Robot Chicken Walking Dead Special: Look Who’s Walking de la série Robot Chicken, où il prête la voix. En fin de la même année, son personnage se fait mordre par un rôdeur et Carl se suicide par balle dans l'épisode Honneur de la huitième saison,, diffusé le 10 février 2018,.
En fin janvier 2019, il rejoint la série A Million Little Things, en tant que personnage récurrent pour quelques épisodes, suivi par Drea de Matteo.

### Vie privée
En avril 2014, Chandler Riggs est en couple avec l'actrice Hana Hayes, avant de se séparer en 2016.
En 2018, il sort avec la mannequin et « Miss teen California 2015 » Haleigh Hekking[réf. nécessaire].

## Filmographie

### Cinéma

#### Longs métrages
- 2006 : Jesus H. Zombie de Daniel Heisel : Egon / Zombie
- 2009 : Le Grand Jour (Get Low) d'Aaron Schneider : Tom
- 2014 : Mercy de Peter Cornwell : George Bruckner
- 2017 : Keep Watching de Sean Carter : John Mitchell
- 2019 : Only de Takashi Doscher : Casey
- 2019 : Intherit The Viper d'Anthony Jerjen : Cooper

#### Court métrage
- 2011 : Terminus de Solomon Chase : Daniel

### Télévision

#### Téléfilm
- 2010 : 20 ans d'injustice (The Wronged Man) de Tom McLoughlin : Ryan Gregory, à 7 ans

#### Séries télévisées
- 2010-2018 : The Walking Dead : Carl Grimes (77 épisodes)
- 2017-2022 : Robot Chicken : Carl Grimes / David (voix, 2 épisodes)
- depuis 2019 : A Million Little Things : PJ (10 épisodes)

## Distinctions

### Récompenses
- Satellite Awards 2012 : meilleure distribution[11]
- Saturn Awards 2014 : meilleur jeune acteur[21]
- Saturn Award 2016 : meilleur jeune acteur[22]
- Saturn Awards 2018 : meilleur jeune acteur[22]

### Nominations
- Young Artist Awards 2012 : meilleur jeune acteur dans une série télévisée The Walking Dead[23]
- Young Artist Awards 2013 : meilleur jeune acteur dans une série télévisée[24]
- Saturn Awards 2015 : meilleur jeune acteur[22]